# Steve Paxton
Steve Paxton (Phoenix, Arizona, 21 de janeiro de 1939 - Vermont, 19 de fevereiro de 2024) foi um dançarino experimental e coreógrafo. Sua formação inicial foi em ginástica, enquanto sua formação posterior incluiu três anos com Merce Cunningham e um ano com José Limón. Como membro fundador do Judson Dance Theatre, ele realizou trabalhos de Yvonne Rainer e Trisha Brown. Ele foi um membro fundador do grupo experimental Grand Union e, em 1972, nomeou e começou a desenvolver a forma de dança conhecida como Contact Improvisation, uma forma de dança que utiliza as leis físicas de fricção, momento, gravidade e inércia para explorar a relação entre dançarinos.
Paxton acreditava que mesmo um dançarino não treinado poderia contribuir para a forma da dança, e assim começou seu grande interesse no movimento de pedestres. Depois de trabalhar com Cunningham e desenvolver a coreografia do acaso, definida como qualquer movimento sendo sua geração cuja abordagem influenciou a coreografia globalmente. Ele tenta permanecer recluso, exceto quando se apresenta, ensina e coreografa internacionalmente.

## Improvisação de contato
Paxton foi influenciado pelas artes experimentais e pela cena performática em Nova York nas décadas de 1960 e 1970, e estava interessado em como o corpo poderia criar um playground físico. Improvisação de contato desenvolvida a partir de uma exploração do corpo humano e sob a supervisão de Paxton. Suas raízes remontam a 1972. A improvisação, geralmente feita em duetos, atrai elementos de artes marciais, dança social, esportes e brincadeiras de criança. Ao entrar na estrutura do Contact Improv, dois corpos devem se unir para criar um ponto de contato (ou seja, costas para o pulso, ombro para coxa, cabeça para pé, costas para trás, as opções são infinitas), dão peso igualmente um ao outro, e, em seguida, crie um diálogo de movimento que pode durar uma quantidade indeterminada de tempo, desde que os dois participantes estejam totalmente envolvidos.
A melhoria do contato pode ser feita por qualquer pessoa, pois o surgimento de um vocabulário de movimento depende de um toque específico e do início da troca de peso com outra pessoa. Paxton, no final da década de 1970, concentrou-se no ensino, no desempenho e na escrita sobre a Improvisação de Contatos em todo o país e na Europa. Agora o Contact Improvisation é ensinado em todo o mundo por pessoas como Nancy Stark Smith, que trabalhou em estreita colaboração com Paxton, e por outras pessoas que foram expostas a ele por diferentes dançarinos, coreógrafos, professores e improvisadores de contato.

## Abordagem ao Movimento
Paxton acreditava que mesmo um dançarino não treinado poderia contribuir para sua forma experimental de dança. De seu trabalho com Merce Cunningham e José Limón, e mais tarde sua contribuição para a formação do Judson Dance Theatre e Grand Union, deixaram Paxton fascinado com a exploração do corpo humano. Sua abordagem de um vocabulário de movimento incluía o mundo de pedestres ao seu redor. Paxton descreve o corpo como uma máquina física que pode ser expressiva por natureza e pela cultura ao seu redor. Com o surgimento de sua primeira dança, Proxy (1961), as atividades desta peça, como caminhar, sentar e comer, preocuparam a abordagem de Paxton ao movimento por algum tempo.  
Paxton era conhecido por eliminar quaisquer influências externas que impediriam que a peça fosse apenas aceita como era. Ele compôs uma série de vocabulários de movimento que não eram de dança e que pareciam dar a ele um estado relaxado, mas autoritário, de performance. Paxton minimizou as diferenças entre o público e o artista. Por sua vez, seu vocabulário de movimento tornou-se fragmentos da mecânica de movimento "cotidiana" e isso continha um mundo de possibilidades para o potencial individual. Outra peça que mostrou seu fascínio pelo mundo dos pedestres foi Satisfyin 'Lover (1967). Essa dança era para um grupo de trinta e quatro a oitenta e quatro pessoas e era utilizada para caminhar, ficar de pé ou sentar de acordo com a pontuação.

## Abordagem ao corpo
Paxton não apenas utilizou a arquitetura do corpo humano, mas usou objetos para enfatizar como o corpo poderia se manipular em torno de diferentes objetos. Ele estava interessado em textura, forma, tamanho e até em como o uso de animais influenciou ou mudou seu vocabulário de dança. Isso é aparente em peças como Jag Ville Gorna Telefonera (1964). Nesta peça, ele usou três galinhas, uma cadeira estofada de tamanho grande, feita de bolo e glacê amarelo, e roupas com zíperes nas costuras que podiam ser retiradas e recolocadas de várias maneiras.  
Paxton também desafiou o conceito de sexo e sexualidade na dança. Paxton não era apenas um revolucionário para o mundo da dança em mudança, mas sua experiência com o movimento e a estrutura do corpo humano criava uma versão diferente do que era ser dançarino. Ele mudou e desafiou os aspectos da dança moderna tradicional. Atualmente, dançarinos, intérpretes, coreógrafos e professores de todo o mundo incorporaram alguma forma de seus ensinamentos sobre Improvisação de Contato em seus estudos.  

## Prêmios
Em 1980, Paxton recebeu uma concessão da National Endowment for the Arts. Paxton recebeu um prêmio da Fundação para bolsas de artistas contemporâneos de artistas em 1994 e em 1995 John Simon Guggenheim Memorial Foundation Fellowship. Em 2014, Paxton foi agraciado com o Leão de Ouro pela conquista da vida na dança na Bienal de Veneza. Em 1987 e 1995, Paxton ganhou os prêmios "Bessie" de dança e performance de Nova York, e em 2015 Paxton foi premiado com o Bessie pela conquista da vida.

## Trabalhos selecionados
- 1961: Proxy
- 1964: Jag Vill Gärna Telefonera
- 1966: Coisas físicas
- 1970: Palestra Intravenosa
- 1978: PA RT (com Lisa Nelson, em uma música de Robert Ashley)
- 1986: Variações Goldberg
- 2004: Noite (com Lisa Nelson)

Em outubro de 2013, Paxton, considerado "um titã das décadas de 1960 e 1970", fez uma rara apresentação no Night Stand com a colaboradora de longa data Lisa Nelson em uma galeria de Nova York; a peça foi criada em 2004, mas nunca havia sido executada nos Estados Unidos.